# PictBridge

PictBridge-Logo

PictBridge (von picture bridge, engl. für Bildbrücke) ist ein Standard, der den Druck von Bildern von einer Digitalkamera oder einem Mobiltelefon ohne den Einsatz eines PCs ermöglicht. In der Regel wird hierzu die Digitalkamera über ein USB-Kabel direkt mit dem Drucker verbunden. PictBridge ist nicht auf eine USB-Verbindung festgelegt, sondern kann auch andere Verbindungsmöglichkeiten wie z. B. Bluetooth nutzen. Aktuelle Digitalkameras und Drucker bieten aber in der Regel nur den Weg über USB.

## Funktionsweise von PictBridge

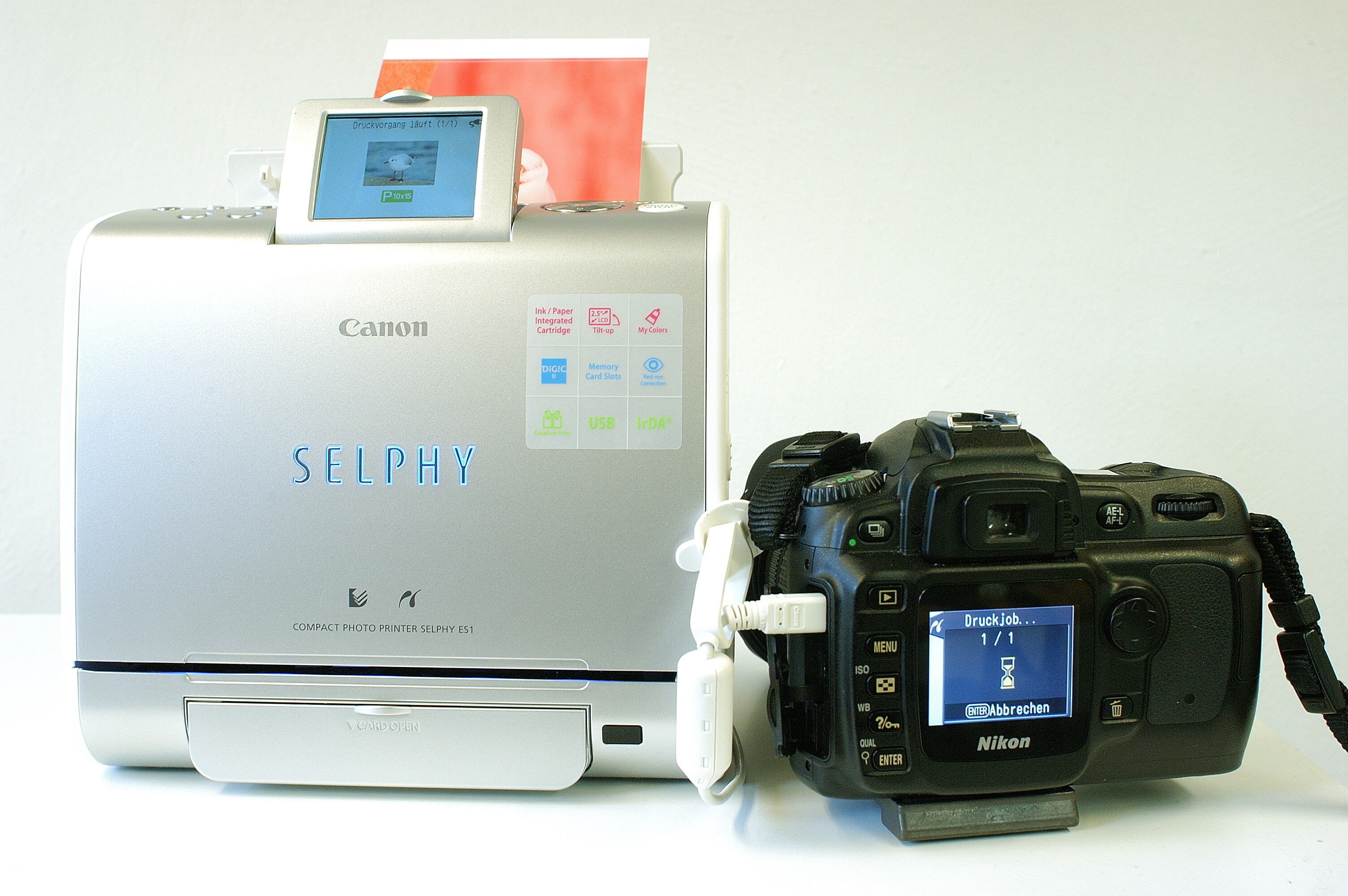
Ein PictBridge-fähiger Drucker druckt direkt von der Kamera, mit der er über ein USB-Kabel verbunden ist. Obwohl Drucker und Kamera von verschiedenen Herstellern sind, können sie problemlos kommunizieren. Druckereinstellungen können direkt an der Kamera vorgenommen werden. Ein Computer wird nicht benötigt. Kompakte Drucker ermöglichen mobilen Einsatz.

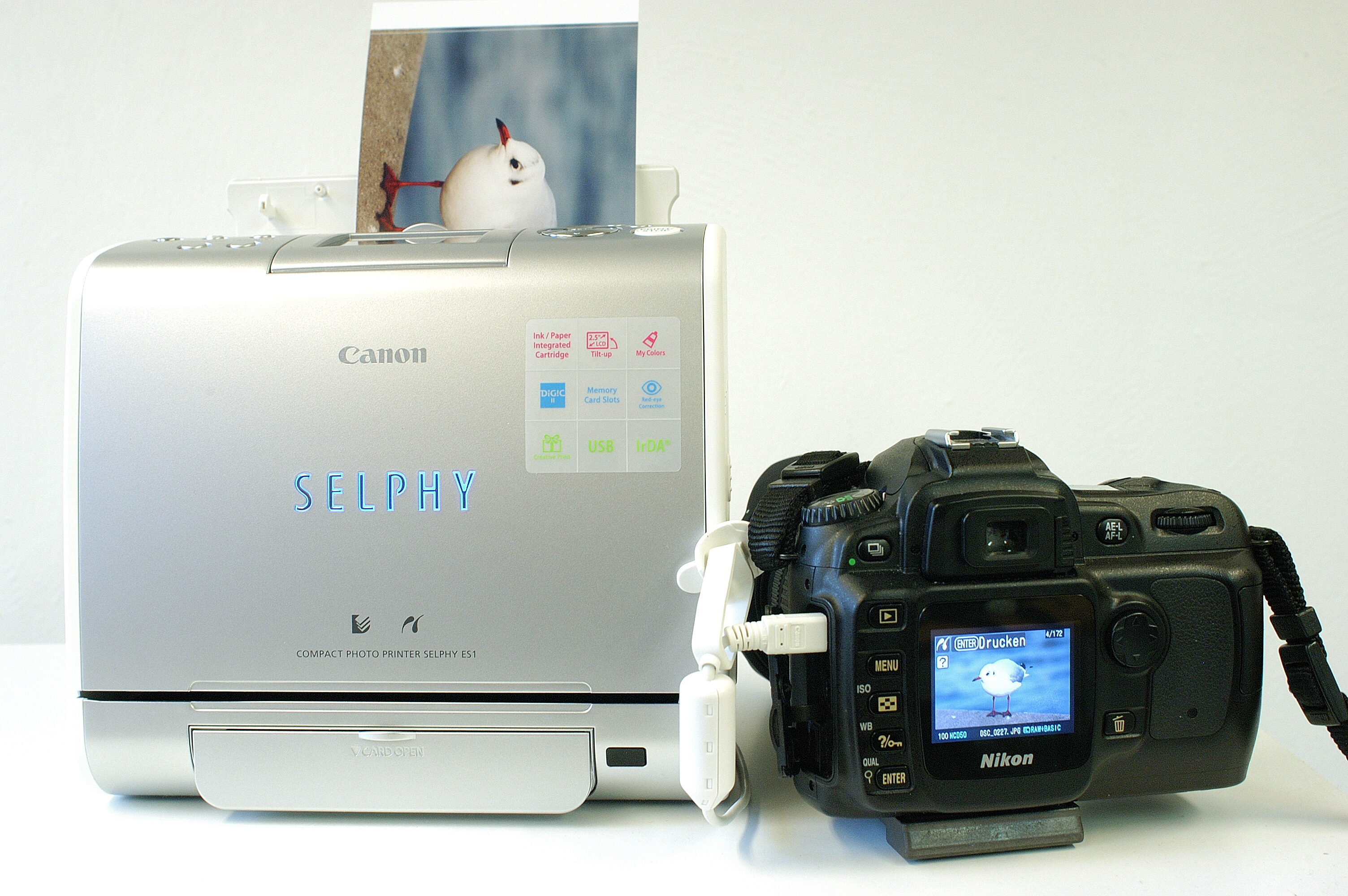
Ende des Druckvorgangs. An der Kamera kann das nächste Bild von der eingelegten Speicherkarte gewählt werden.

Damit das Drucken über PictBridge funktioniert, müssen Digitalkamera und Drucker den PictBridge-Standard unterstützen und beispielsweise über ein USB-Kabel miteinander verbunden sein. Über die Benutzeroberfläche der Digitalkamera kann dann der Druck gestartet werden. Gegebenenfalls erlaubt die Kamera, weitere Einstellungen wie die der Bildgröße vorzunehmen. Dies hängt davon ab, welche PictBridge-Funktionen von Digitalkamera und Drucker unterstützt werden. Der PictBridge-Standard schreibt lediglich einen Teil der Funktionen als erforderliche Funktionen vor, den jedes PictBridge-fähige Gerät unterstützen muss. Darüber hinaus sind im PictBridge-Standard noch empfohlene, optionale und herstellerspezifische Funktionen beschrieben, die nicht von jedem PictBridge-fähigen Gerät angeboten zu werden brauchen. Die Wahl des Papiertyps gehört beispielsweise zu den optionalen Funktionen. Daraus ergibt sich der Nachteil, dass nur solche Funktionen benutzt werden können, die gemeinsam von beiden Geräten unterstützt werden. Kauft man ein Gerät, findet man weder auf der Verpackung noch auf dem Logo einen Hinweis, welche Funktionen des PictBridge-Standards unterstützt werden. Meist hilft hier nur Lesen der Handbücher beider Geräte oder das Probieren, gegebenenfalls erst nach dem Kauf.

## Geschichte von PictBridge
Den herstellerunabhängigen PictBridge-Standard (CIPA DC-001-2003) gibt es seit Juni 2003, eine Revision 2.0 wurde 2007 veröffentlicht (CIPA DC-001-2003 Rev. 2.0). Für den Standard ist die japanische Organisation Cipa (Camera & Imaging Products Association) zuständig. Bereits vor PictBridge gab es die Möglichkeit des Direktdrucks von einer Digitalkamera aus. Allerdings funktionierte dies meist nur zwischen Digitalkameras und Druckern desselben Herstellers. Mittlerweile wird der PictBridge-Standard aber von den meisten namhaften Herstellern unterstützt.